# Vietnam Collection Grand Prix
Vietnam Collection Grand Prix là cuộc thi thiết kế thời trang do Hiệp hội dệt may Việt Nam (VITAS), Tập đoàn dệt may Việt Nam (VINATEX), Hiệp hội da giày Việt Nam (LEFASO) và Viện mẫu thời trang Việt Nam (FADIN) kết hợp tổ chức. Cuộc thi đầu tiên diễn ra vào năm 1999, và tiếp tục hằng năm, riêng năm 2010 không tổ chức  và ngày càng quy mô hơn, đêm chung kết được truyền hình trực tiếp trên các kênh truyền hình Việt Nam (VTV1 hoặc VTV3). Đây là cuộc thi được xem là nơi uy tín giúp tìm kiếm phát hiện tài năng và tạo nguồn lực cho ngành công nghiệp thời trang Việt Nam .

## Các thí sinh và giải thưởng từ năm 2006 đến 2009
Các nhà thiết kế được phát hiện từ Vietnam Collection Grand Prix, nhiều người đã có thương hiệu riêng hoặc nắm giữ những vị trí quan trọng trong các công ty dệt may lớn của Việt Nam như: Công Trí, Trương Anh Vũ, Quốc Bình, Thương Huyền, một số nhà thiết kế còn xuất khẩu sản phẩm sang nước ngoài . Qua các kỳ tổ chức hàng năm, cuộc thi đã phát hiện nhiều tài năng thiết kế như: Lê Thanh Phương, Trương Anh Vũ (1999), Nguyễn Công Trí (2000), Phan Văn Tân, Hầu Nguyên Hàng (2001), Nguyễn Quốc Bình, Nguyên Sa (2002) Tuy nhiên, cũng có nhiều nhà thiết kế từng đoạt giải của cuộc thi nhưng vẫn chưa tạo được dấu ấn mạnh mẽ với người tiêu dùng, như: Vũ Việt Hà, Quang Huy, Tấn Phát, Minh Châu, Thiên Toàn, Trọng Nguyên.

### Cơ cấu giải thưởng
Cuộc thi Vietnam Collection Grand Prix thường có 7 giải thưởng, năm 2006 có 8 giải, năm 2008 rút xuống còn 5 giải, năm 2009 có 4 giải:
- Giải thưởng lớn Grandprix
- Giải nhà thiết kế tương lai - New Designer
- Giải thiết kế trong năm - Designer of the year
- Giải màu sắc (năm 2008 không có)
- Giải ấn tượng (hoặc ý tưởng năm 2006 - 2007)
- Giải chất liệu (năm 2008 không có)
- Giải kỹ thuật (hoặc bố cục tổng thể năm 2006 - 2007)(năm 2009 không có)
- Giải Koshino Junko (năm 2006)[8]

### Kết quả chung kết
| Năm  | Chủ đề       | Giải Grand Prix    | Nhà thiết kế tương lai | Thiết kế trong năm | Giải màu sắc     | Giải ấn tượng/ý tưởng | Giải chất liệu     | Giải kỹ thuật/bố cục tổng thể | Nơi diễn ra đêm chung kết             | Truyền hình trực tiếp |
| ---- | ------------ | ------------------ | ---------------------- | ------------------ | ---------------- | --------------------- | ------------------ | ----------------------------- | ------------------------------------- | --------------------- |
| 2006 | Sự cân bằng  | Lâm Hồng Phúc      | Trần Linh Chi          | Lê Thị Hà          | Nguyễn Hữu Nghĩa | Đặng Thế Huy          | Trần Bách Tùng     | Nguyễn Minh Châu              | Trung tâm Thể thao Quần Ngựa - Hà Nội | VTV1                  |
| 2007 | Không gian   | Nguyễn Trọng Hoàng | Nguyễn Thị Khánh Vi    | Trần Cao Anh Tuấn  | Vũ Khắc Trung    | Ngô Thị Trang         | Lê Nguyễn Văn Khoa | Trần Như My                   | Trung tâm Thể thao Quần Ngựa - Hà Nội | VTV3                  |
| 2008 | Thế giới mới | Lương Thị Minh Hoa | Trần Thị Thu           | Bùi Thị Ngọc Lan   | -                | Nguyễn Võ Quốc Khánh  | -                  | Phạm Thị Bích Hà              | Trung tâm Thể thao Quần Ngựa - Hà Nội | VTV1                  |
| 2009 | Tiên phong   | Huỳnh Hải Long     | Võ Thị Quỳnh Như       | Nguyễn Mạnh Hào    | Huỳnh Hải Long   | Nguyễn Mạnh Hào       | Võ Thị Quỳnh Như   |                               | Trung tâm Thể thao Quần Ngựa - Hà Nội | VTV1                  |

- Năm 2006 có thêm Trần Thị Thiên Trang đoạt được giải Koshino Junko.